# إيبون
الإيبون هيدروكربون من سلسلة البارافين، وعلى الأرجح هو عبارة عن بنتان ، C 5 H 12 ، اكتشفه عالم الكيمياء كارل ريشنباخ في قطران الخشب. ويتكون أيضًا عن طريق التقطير للعديد من المواد، مثل الخشب والفحم والمطاط والعظام والراتنج والزيوت، وهو عديم اللون ويتطاير بسرعة وقابل للاشتعال وله درجة حرارة 20 مئوية، والثقل النوعي له 0.65.